# Diocesi di Rio Branco
La diocesi di Rio Branco (in latino: Dioecesis Fluminis Albi Superioris) è una sede della Chiesa cattolica in Brasile suffraganea dell'arcidiocesi di Porto Velho. Nel 2022 contava 501.000 battezzati su 699.066 abitanti. È retta dal vescovo Joaquín Pertíñez Fernández, O.A.R.

## Territorio
La diocesi comprende 14 comuni nella parte centro-orientale dello stato brasiliano di Acre (Sena Madureira, Manoel Urbano, Senador Guiomard, Assis Brasil, Brasiléia, Epitaciolândia, Rio Branco, Capixaba, Rodrigues Alves, Plácido de Castro, Bujari, Porto Acre, Tarauacá, Acrelândia) e il comune di Boca do Acre nello Stato di Amazonas.
Sede vescovile è la città di Rio Branco, dove si trova la cattedrale di Nostra Signora di Nazareth (Nossa Senhora de Nazaré).
Il territorio si estende su una superficie di 102.595 km² ed è suddiviso in 41 parrocchie.

## Storia
La prelatura territoriale di Acre e Purus fu eretta il 4 ottobre 1919 con la bolla Ecclesiae universae di papa Benedetto XV, ricavandone il territorio dalla diocesi di Amazonas (oggi arcidiocesi di Manaus). Originariamente era suffraganea dell'arcidiocesi di Belém do Pará.
Dal 10 dicembre 1926 ebbe il nome di prelatura territoriale di San Pellegrino Laziosi nell'Alto Acre e Purus, ma dal 26 aprile 1958 tornerà alla denominazione originaria in seguito al decreto Ad exstantia di papa Pio XII; contestualmente la sede prelatizia fu posta nella città di Rio Branco dove fu elevata a cattedrale la chiesa di Nostra Signora di Nazareth.
Il 16 febbraio 1952 entrò a far parte della provincia ecclesiastica dell'arcidiocesi di Manaus.
Il 15 febbraio 1986 in forza della bolla Cum Praelaturae di papa Giovanni Paolo II la prelatura territoriale è stata elevata a diocesi e ha assunto il nome attuale.
Il 31 agosto 2001 in forza del decreto Ad communem pastoralem della Congregazione per i Vescovi è entrata a far parte della provincia ecclesiastica dell'arcidiocesi di Porto Velho.

## Cronotassi dei vescovi
Si omettono i periodi di sede vacante non superiori ai 2 anni o non storicamente accertati.
- Próspero Maria Gustavo Bernardi, O.S.M. † (15 dicembre 1919 - 1º febbraio 1944 deceduto)
  - Sede vacante (1944-1948)
- Antônio Julio Maria Mattioli, O.S.M. † (10 gennaio 1948 - 13 aprile 1962 deceduto)
- Giocondo Maria Grotti, O.S.M. † (16 novembre 1962 - 28 settembre 1971 deceduto)
- Moacyr Grechi, O.S.M. † (10 luglio 1972 - 29 luglio 1998 nominato arcivescovo di Porto Velho)
- Joaquín Pertíñez Fernández, O.A.R., dal 24 febbraio 1999

## Statistiche
La diocesi nel 2022 su una popolazione di 699.066 persone contava 501.000 battezzati, corrispondenti al 71,7% del totale.
| anno | popolazione | popolazione | popolazione | presbiteri | presbiteri | presbiteri | presbiteri                | diaconi | religiosi | religiosi | parrocchie |
| anno | battezzati  | totale      | %           | numero     | secolari   | regolari   | battezzati per presbitero | diaconi | uomini    | donne     | parrocchie |
| ---- | ----------- | ----------- | ----------- | ---------- | ---------- | ---------- | ------------------------- | ------- | --------- | --------- | ---------- |
| 1949 | 100.000     | 100.000     | 100,0       | 8          |            | 8          | 12.500                    |         | 9         | 15        | 5          |
| 1966 | 150.000     | 150.000     | 100,0       | 15         | 1          | 14         | 10.000                    |         | 7         | 36        | 7          |
| 1968 | 145.000     | 150.000     | 96,7        | 15         | 3          | 12         | 9.666                     |         | 12        | 45        | 4          |
| 1976 | 190.000     | 265.000     | 71,7        | 13         | 2          | 11         | 14.615                    |         | 14        | 55        | 8          |
| 1980 | 145.000     | 197.000     | 73,6        | 16         | 4          | 12         | 9.062                     | 1       | 18        | 65        | 9          |
| 1990 | 312.000     | 364.000     | 85,7        | 23         | 9          | 14         | 13.565                    |         | 14        | 89        | 15         |
| 1999 | 357.000     | 425.000     | 84,0        | 17         | 7          | 10         | 21.000                    |         | 10        | 71        | 18         |
| 2000 | 361.000     | 430.000     | 84,0        | 18         | 8          | 10         | 20.055                    |         | 12        | 79        | 18         |
| 2001 | 396.000     | 472.329     | 83,8        | 20         | 9          | 11         | 19.800                    |         | 13        | 79        | 19         |
| 2002 | 401.000     | 478.000     | 83,9        | 21         | 11         | 10         | 19.095                    | 1       | 11        | 90        | 21         |
| 2003 | 347.042     | 433.803     | 80,0        | 24         | 10         | 14         | 14.460                    | 1       | 18        | 95        | 21         |
| 2004 | 356.658     | 448.062     | 79,6        | 24         | 18         | 6          | 14.860                    | 1       | 10        | 84        | 21         |
| 2010 | 369.000     | 491.000     | 75,2        | 34         | 21         | 13         | 10.852                    | 11      | 25        | 93        | 27         |
| 2011 | 378.000     | 502.000     | 75,3        | 30         | 18         | 12         | 12.600                    | 23      | 24        | 98        | 27         |
| 2014 | 443.000     | 589.625     | 75,1        | 33         | 23         | 10         | 13.424                    | 22      | 19        | 86        | 32         |
| 2017 | 453.900     | 631.568     | 71,9        | 42         | 26         | 16         | 10.807                    | 28      | 24        | 78        | 33         |
| 2020 | 488.800     | 680.111     | 71,9        | 38         | 22         | 16         | 12.863                    | 41      | 23        | 67        | 41         |
| 2022 | 501.000     | 699.066     | 71,7        | 39         | 23         | 16         | 12.846                    | 41      | 22        | 72        | 41         |